# Eugalta cinctipes
Eugalta cinctipes är en stekelart som först beskrevs av Joseph Kriechbaumer 1899.  Eugalta cinctipes ingår i släktet Eugalta och familjen brokparasitsteklar. Inga underarter finns listade i Catalogue of Life.